# Ulisse Caputo

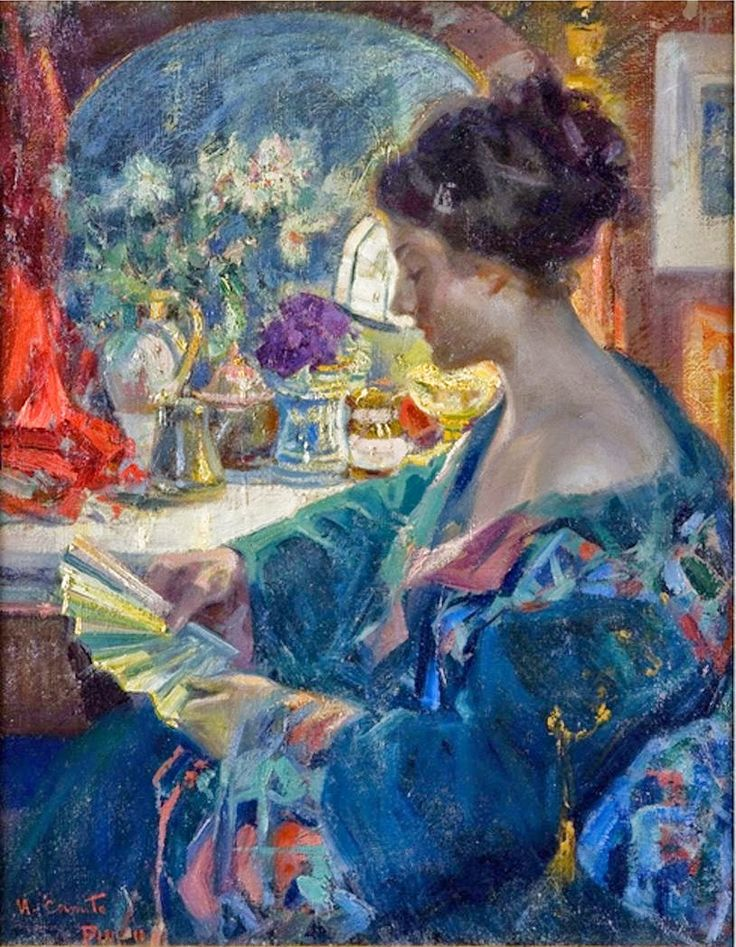
Das Seidenkimono

Ulisse Caputo (* 4. November 1872 in Salerno; † 13. Oktober 1948 in Paris) war ein in Paris tätiger italienischer Genremaler, Kupferstecher und Bildhauer.
Caputo erhielt seinen ersten Zeichenunterricht in Cava dei Tirreni beim Maler Riccardo Alfieri, ermuntert von seinem Vater, einem Bühnenbildner am Teatro Verdi.
Caputo studierte an der Accademia di belle arti di Napoli bei Domenico Morelli und Filippo Palizzi sowie Bildhauerei bei Stanislao Lista. Er erhielt auch Unterricht bei Gaetano Esposito. Ab 1897 nahm er an italienischen Kunstausstellungen teil.
1899 zog Caputo nach Paris und wurde Mitglied des Kreises italienischer Künstler, die in der französischen Hauptstadt lebten. Er freundete sich mit Pietro Scopetta, Arnaldo De Lisio, Lionello Balestrieri, Giovanni Boldini, Federico Zandomeneghi und Leonetto Cappiello an.
Zunächst musste sich der italienische Künstler damit begnügen, als Illustrator zu arbeiten, um seinen Lebensunterhalt zu verdienen.
Caputo wurde Anhänger des italienischen Divisionismus, einem Ableger des Pointillismus.
Caputo reiste zwischen 1910 und 1913 mehrmals in die Bretagne, um die Pont-Aven-Schule von Paul Gauguin und die Nabis kennenzulernen. Wichtig waren die vier Jahre in Aix-en-Provence von 1918 bis 1922, in denen Caputo sich mit der Witwe von Paul Cézanne anfreundete.
Er nahm an vielen Kunstausstellungen teil: Kairo 1904, Mailand 1906, Venedig 1907 und Buenos Aires 1910.
Er unternahm 1924 im Auftrag der französischen Regierung eine Studienreise nach Marokko. Er wurde nicht nur in Frankreich, sondern auch in Italien und anderen europäischen Ländern sowie in Argentinien, Chile, Ägypten und den Vereinigten Staaten bekannt.
Caputo wurde zum Ritter der italienischen Krone ernannt und hielt 1936 seine letzte Einzelausstellung in Neapel ab.